# Avenue Isiro
L’avenue Isiro ou avenue d'Isiro est une rue de l'est de la commune de Gombe à Kinshasa en République démocratique du Congo. 

## Situation et accès
L'avenue Isiro est divisée en deux segments distincts :
- Une première section qui est parallèle à une portion du boulevard du 30 juin commence à la place du 27 octobre et se termine à l'intersection avec l'avenue des Aviateurs.

Puis après une interruption
- Une seconde section qui débute place de la Gare et se termine avenue Wagenia.

## Origine du nom
Elle tire son nom de la ville d'Isiro, située dans la province du Haut-Uele, au nord-est du pays.

## Historique
Elle fait partie du tissu urbain de Gombe, l'un des quartiers les plus anciens et administratifs de Kinshasa, développé durant la période coloniale belge.

## Bâtiments remarquables et lieux de mémoire
Plusieurs institutions sont situées sur l’avenue Isiro, dont notamment le collège Saint-Joseph (Elikya) et la cathédrale Saint-Anne.